# Нучет
Нучет (рум. Nucet) — город в Румынии в составе жудеца Бихор.

## История
В связи с большим количеством полезных ископаемых в этих местах, здесь ещё с 1270 года существовало поселение Бэйца (рум. Băița).
Город Нучет был основан в 1956 году.